# Tanystylum beuroisi
Tanystylum beuroisi is een zeespin uit de familie Ammotheidae. De soort behoort tot het geslacht Tanystylum. Tanystylum beuroisi werd in 1974 voor het eerst wetenschappelijk beschreven door Arnaud. 